# Vathýlakkos (ort i Grekland, Thessalien)
Vathýlakkos är en ort i Grekland.   Den ligger i prefekturen Nomós Kardhítsas och regionen Thessalien, i den centrala delen av landet, 200 km nordväst om huvudstaden Aten. Vathýlakkos ligger 664 meter över havet och antalet invånare är 251.
Terrängen runt Vathýlakkos är lite bergig. Runt Vathýlakkos är det glesbefolkat, med 20 invånare per kvadratkilometer. Närmaste större samhälle är Rentína, 7,8 km söder om Vathýlakkos. I omgivningarna runt Vathýlakkos växer i huvudsak blandskog.